# Чучукалов Олександр Іванович
Олександр Іванович Чучукалов (1901 — ?) — радянський державний діяч, секретар Харківського обласного комітету КП(б)У, директор Харківського заводу маркшейдерських інструментів.

## Життєпис
Член ВКП(б) з 1927 року.
У 1937—1939 роках — завідувач промислово-транспортного відділу Харківського міського комітету КП(б)У; завідувач організаційно-інструкторського відділу Харківського міського комітету КП(б)У.
З грудня 1939 по березень 1940 року — завідувач промислового відділу Харківського обласного комітету КП(б)У.
У березні 1940 — 25 травня 1941 року — 3-й секретар Харківського обласного комітету КП(б)У.
25 травня 1941 — 1942 року — секретар Харківського обласного комітету КП(б)У з машинобудівної промисловості.
У 1942—1943 роках — завідувач відділу танкової промисловості Свердловського обласного комітету ВКП(б).
У 1943 (затверджений в травні 1944) — 1947 року — заступник секретаря Харківського обласного комітету КП(б)У із машинобудівної промисловості — завідувач відділу машинобудівної промисловості Харківського обласного комітету КП(б)У.
З 1947 року — директор Харківського заводу маркшейдерських інструментів.
Подальша доля невідома.

## Нагороди
- орден Червоної Зірки (28.08.1944)
- ордени
- медалі